# 輪島裕介
輪島 裕介（わじま ゆうすけ、1974年 - ）は、日本の音楽学者、大阪大学文学部・大学院文学研究科教授。専門は、近代日本大衆音楽史、アフロ・ブラジル音楽研究など、ポピュラー音楽研究。
石川県金沢市生まれ。金沢大学附属高等学校卒、東京大学文学部卒業。同大学院人文社会系研究科前期博士課程単位修得退学。日本学術振興会特別研究員を経て、2011年4月、大阪大学文学部・文学研究科准教授。
ブラジルをフィールドとして「音楽による民族＝地域的「文化」の創出」という観点から議論を展開し、そこから、いわゆる「ワールド・ミュージック」をめぐる言説分析に踏み込み、日本における音楽ジャンルをめぐる言説も検討の俎上に載せるようになった。こうした研究の流れの中で、2010年に発表した著書『創られた「日本の心」神話 「演歌」をめぐる戦後大衆音楽史』は、「創られた伝統」として演歌が大衆音楽の中心に位置づけられていった過程を検証し、2011年に第33回サントリー学芸賞（芸術・文学部門）を受賞した。

## 著書
- 『創られた「日本の心」神話 「演歌」をめぐる戦後大衆音楽史』光文社新書 2010
- 『踊る昭和歌謡　リズムからみる大衆音楽』NHK出版新書、2015
- 『昭和ブギウギ: 笠置シヅ子と服部良一のリズム音曲』 NHK出版新書 2023